# Mobilitätsbildung
Mobilitätsbildung ist ein Bildungskonzept mit dem Ziel, Menschen zu befähigen, ihre Mobilität selbstbestimmt zu gestalten und die Folgen für sich und ihre Umwelt zu reflektieren. Dem zu Grunde liegt die individuelle Erkenntnis der Notwendigkeit einer sozial- und umweltverträglichen Mobilität. Bestandteil der Mobilitätsbildung sind Strategien, Maßnahmen und Lehrinhalte, die einen Beitrag dazu leisten, sich bewusst mit dem Themenfeld Mobilität und den Auswirkungen von Mobilitätsentscheidungen auseinanderzusetzen.
Das Konzept der Mobilitätsbildung ist mit vielfältigen Querschnittsthemen verzahnt. Dazu gehören unter anderem Partizipation, Umwelt, Gesundheit, Inklusion, Sicherheit, Technik, Politik, Stadt- und Verkehrsplanung, Wirtschaft und Kultur. Außerdem ist Mobilitätsbildung mit dem Konzept der Bildung für nachhaltige Entwicklung eng verbunden.

## Begriffsentwicklung
Der Begriff Mobilitätsbildung hat sich aus dem Ansatz der Verkehrserziehung entwickelt. Die Idee der Verkehrserziehung entstand in den 1920er Jahren, als durch den stark ansteigenden motorisierten Straßenverkehr erzieherische Maßnahmen für notwendig erachtet wurden. Im Fokus stand das Erlernen von Verhaltensweisen und Verkehrsregeln mit dem Ziel die Verkehrsteilnehmenden an das Verkehrsgeschehen anzupassen, wodurch die Verkehrssicherheit gewährleistet werden sollte.
Im Laufe der Zeit kamen weitere Aspekte, wie zum Beispiel Soziales, Umwelt und Gesundheit hinzu. Um der inhaltlichen Weiterentwicklung gerecht zu werden, wurde in den 1990er Jahren der Begriff Mobilitätserziehung eingeführt. Der Begriff wurde entweder als Ersatz für den Begriff Verkehrserziehung, als Synonym oder als in Konkurrenz stehendes Konzept gesehen. Auch heute noch werden die Begriffe nicht einheitlich genutzt. Beispielsweise wird in den Empfehlungen der Kultusministerkonferenz der Doppelbegriff Mobilitäts- und Verkehrserziehung verwendet, während in den Rahmenlehrplänen verschiedener Bundesländer ausschließlich der Begriff Verkehrserziehung (Bayern), Hamburg, Saarland, Sachsen) genutzt wird.

### Abgrenzung zur Verkehrs- und Mobilitätserziehung
Mobilitätsbildung grenzt sich zur Verkehrserziehung und Mobilitätserziehung dadurch ab, dass nicht die Vermittlung von Fertigkeiten und Kenntnissen im Vordergrund steht, sondern ein emanzipativer Charakter das Grundgerüst bildet. Das Konzept der Mobilitätsbildung ist als Weiterentwicklung und Ergänzung der Verkehrs- oder Mobilitätserziehung zu verstehen. Der Begriff kam erstmals 2002 mit dem niedersächsischen ‚Curriculum Mobilität‘ in der Bildungslandschaft auf. Im Zentrum der Mobilitätsbildung steht die Befähigung und Ermächtigung zur Reflexivität, Offenheit und Zukunftsfähigkeit, wofür eine erzieherische Herangehensweise ungeeignet ist. Mit dem Ziel, Menschen zu ermächtigen, selbstbestimmt und mündig Mobilitätsentscheidungen treffen zu können, geht die Mobilitätsbildung über bestehende Konzepte hinaus und unterscheidet sich darin von der Verkehrs- und Mobilitätserziehung.
Während sich die Verkehrs- und Mobilitätserziehung stark auf Kinder, vor allem im Grundschulalter, fokussiert, steht Mobilitätsbildung im Kontext von lebenslangem Lernen und richtet sich an Menschen aller Altersstufen.

## Begriffsverwendung
Der Begriff Mobilitätsbildung hat sich seit der Begriffseinführung stärker etabliert. 2018 wurde der Begriff in den Rahmenlehrplan Berlin-Brandenburg aufgenommen. Im selben Jahr trat das bundesweit einzigartige Berliner Mobilitätsgesetz in Kraft. In diesem ist die Förderung der Mobilitätsbildung rechtverbindlich festgehalten mit dem Ziel „[…] alle Bewohnerinnen und Bewohner Berlins durch Angebote der Mobilitätsbildung dazu zu befähigen, ihre Mobilitätsbedürfnisse sicher, verantwortungsbewusst, selbstbestimmt, stadt-, umwelt- sowie klimaverträglich ausgestalten zu können“.
Im Berliner Mobilitätsgesetz ist Mobilitätsbildung in das schulische Mobilitätsmanagement eingebettet. Auch in Hessen wird Mobilitätsbildung in Zusammenhang mit schulischem Mobilitätsmanagement gesetzt.
Dabei geht es darum, schulspezifische Konzepte umzusetzen, die eine sichere Infrastruktur im Schulumfeld schaffen und das individuelle Mobilitätsverhalten beeinflussen.
Neben der schulischen und gesetzlichen Begriffsverwendung wird Mobilitätsbildung auch von verschiedenen Verbänden und Vereinen aufgegriffen (z. B. VCD e.V., BUND e.V., Allianz pro Schiene e.V.).